# Karls grav
Se även Karl IX:s kanal eller "Hertig Karls grav".

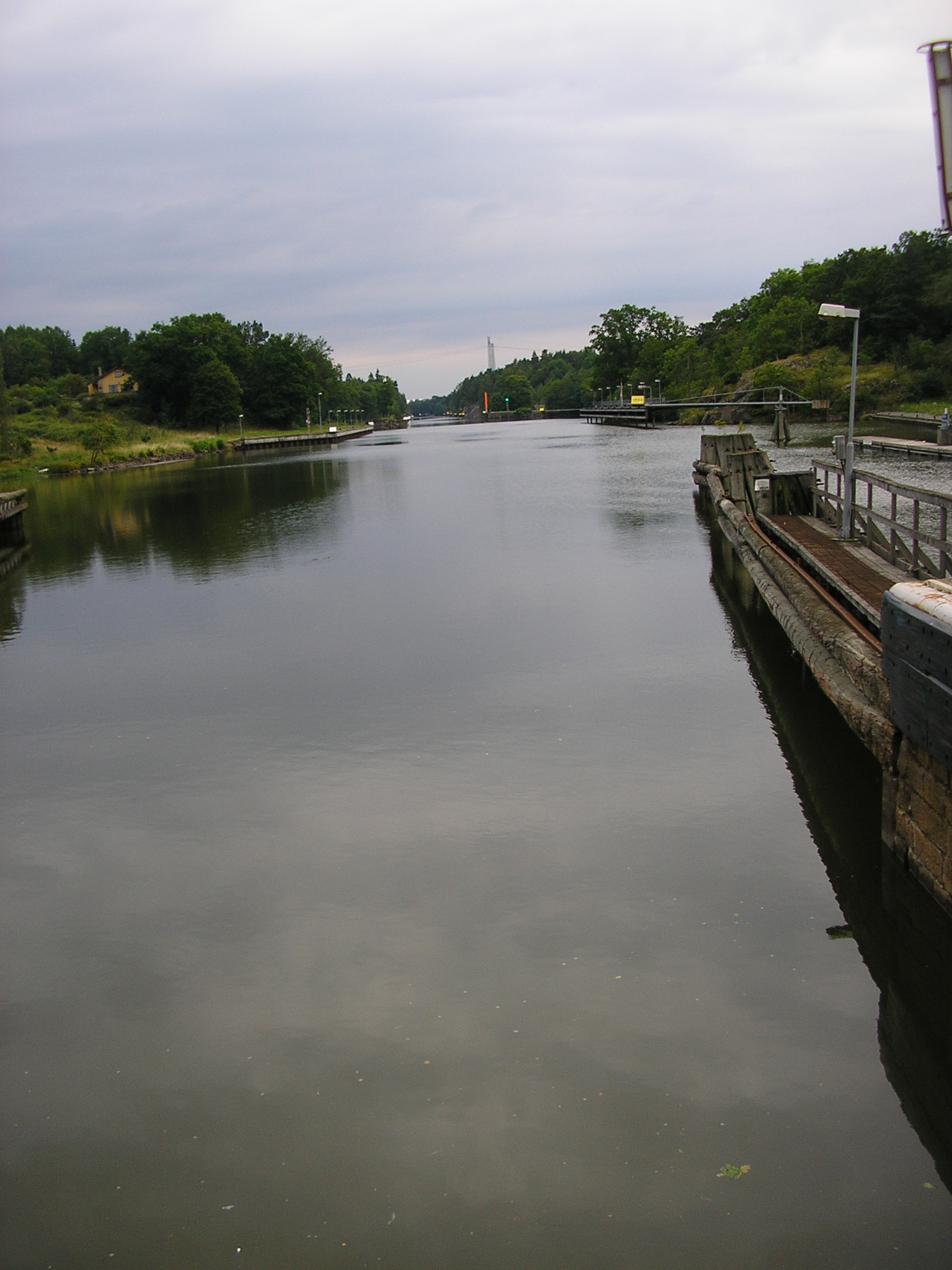
Karls grav från Brinkebergskulle.

Karls grav är en kanal vid Vänersborg mellan vänerviken, Vassbotten och Göta älv. Kanalen kringgår fallen vid Vargön och Önafors i Göta älv. Den började byggas under Karl IX:s tid, men först år 1752 kunde fartygstrafik mellan Vänern och Trollhättan komma igång. Kanalsprängningen följde delvis en existerande bäck. Kanalen är 3,6 kilometer lång och utgör idag en del av Trollhätte kanal.
Kanalen har en sluss i Brinkebergskulle. Den konstruerades av Christopher Polhem och var färdig samma år som kanalen invigdes, år 1752. Den nuvarande slussen vid Brinkebergskulle var färdigställd 1916.
Kanalen har flera gånger blivit ombyggd i sammanhang med Trollhätte kanal.

## Galleri

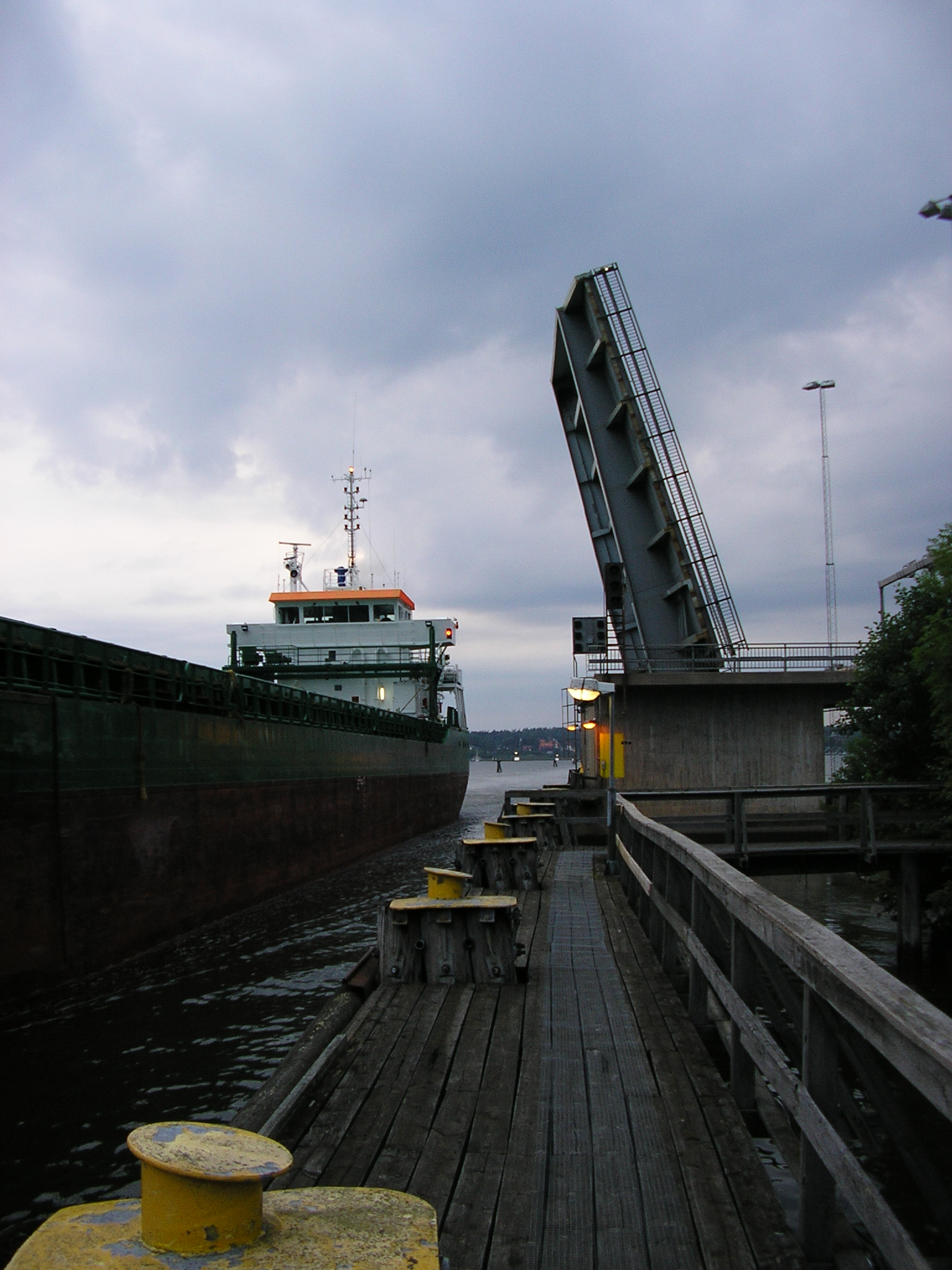
Gropbron
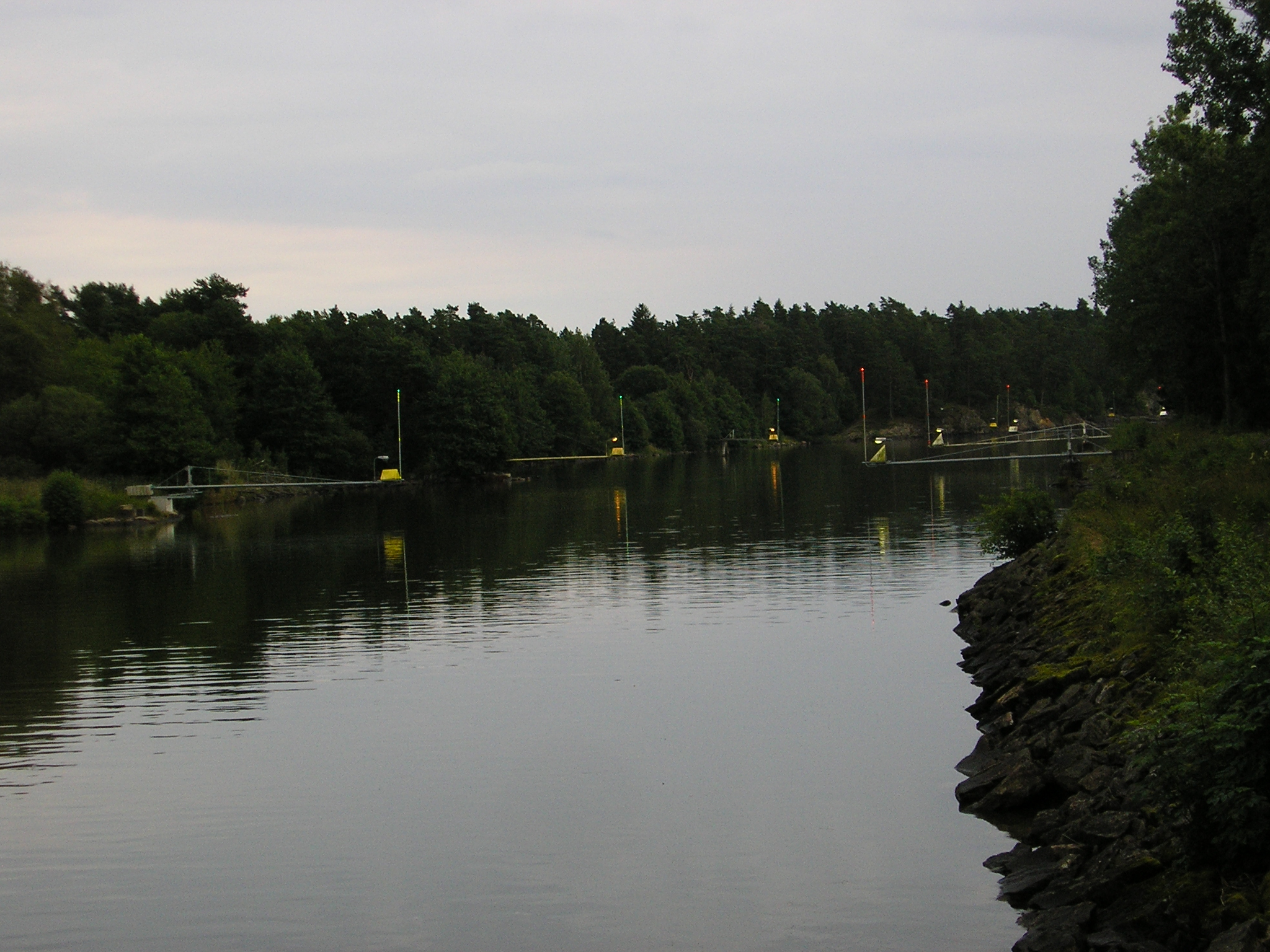
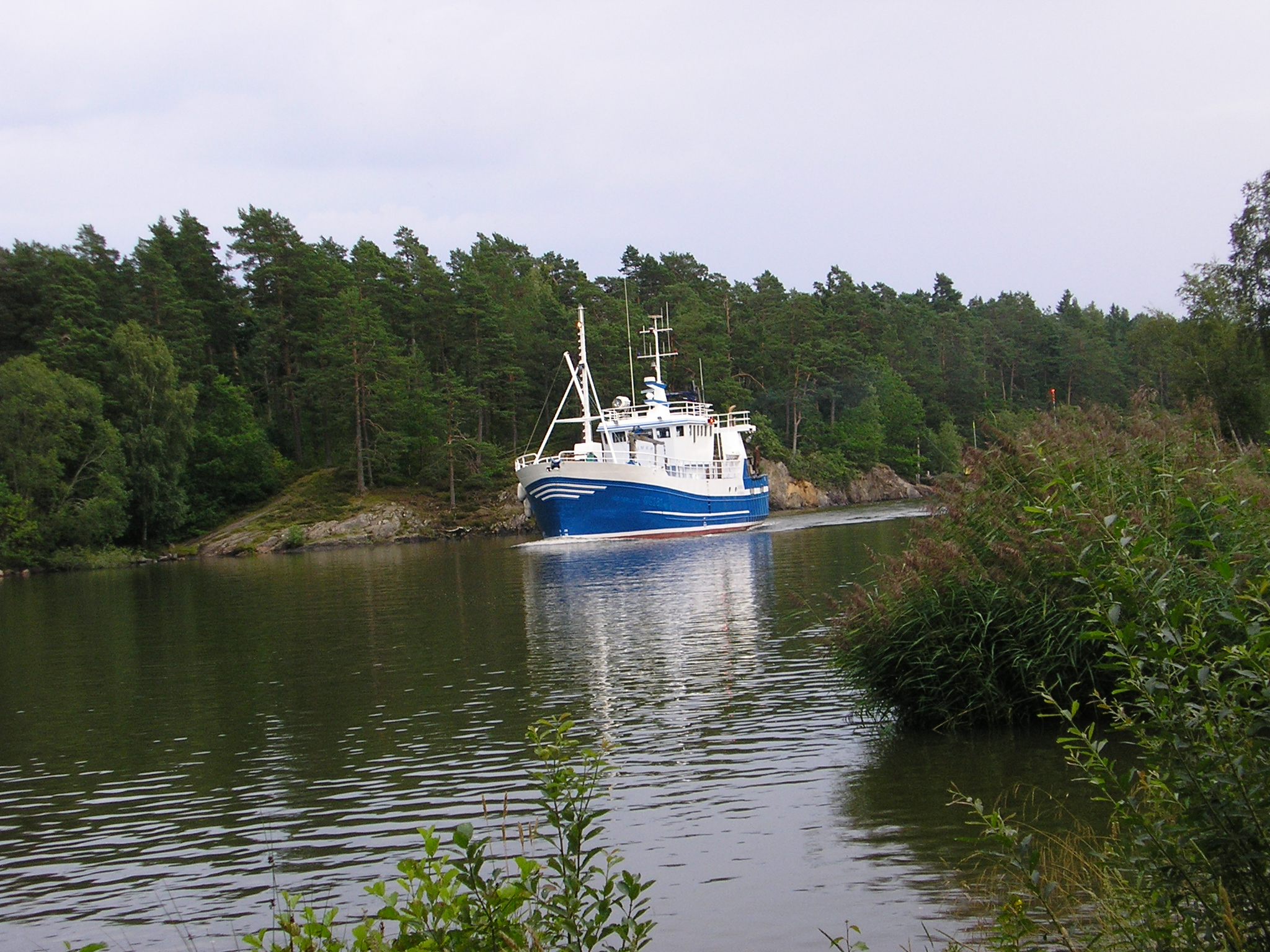
Fiskebåt
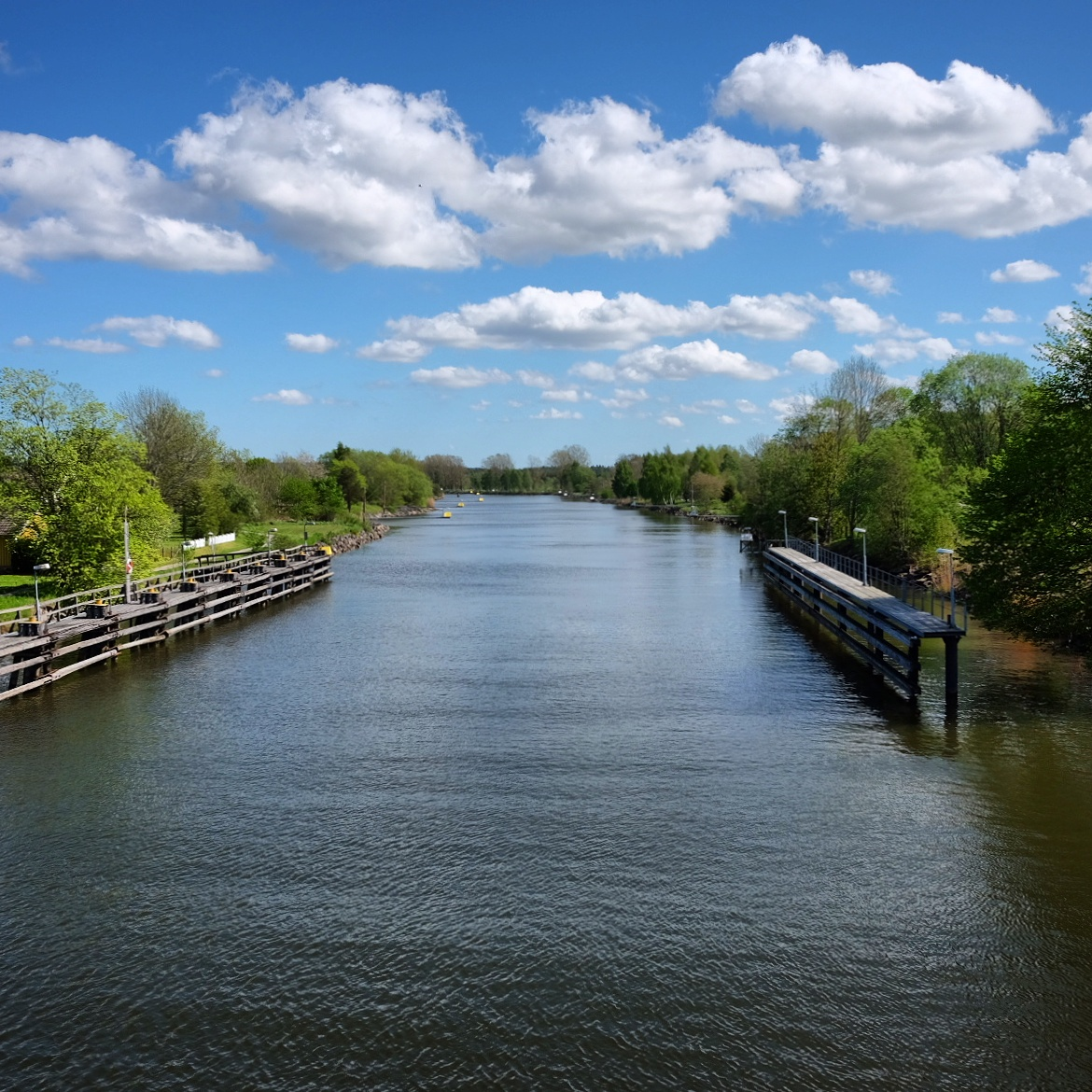
Karls grav söderut, sedd från Gropbron

### Fotnoter
1. ↑  Sture Johanson (1966). ”Broarna kring staden : Från 1640-talets vänersborgsbroar till 1960-talets”. Vänersborgs Söners Gilles årsskrift (Vänersborg: Vänersborgs Söners Gille) 35.